# Diálogos de Salamina
Diálogos de Salamina: Un paseo por el cine y la literatura es un libro de Javier Cercas y David Trueba, editado por Luis Alegre y con fotografías de David Airob, publicado en marzo de 2003 por Plot Ediciones y Tusquets Editores, sin pertenecer a ninguna colección de dichas editoriales.
El libro contiene conversaciones entre el escritor Javier Cercas, autor de la novela Soldados de Salamina, y su amigo David Trueba, escritor y cineasta, director de la película homónima basada en dicho libro. Las conversaciones, que versan acerca de los procesos de creación tanto del libro como de la película, están acompañadas por fotografías en blanco y negro del rodaje de la película, tomadas por el fotógrafo David Airob.
Es el primer libro de este tipo en editarse, al menos en castellano, donde participen tanto el director de la película como el autor de la novela sobre la cual la película se ha basado.

## Creación de la obra
Durante el rodaje de la película Soldados de Salamina, dirigida por el amigo de Cercas, David Trueba, en presencia del primero, el fotógrafo barcelonés David Airob tomó varias fotografías, que pensó presentar en una exposición, para lo cual pidió a Cercas y Trueba que escribieran textos breves para colocarlos al pie de cada fotografía. Ambos creyeron que sería una buena idea reunirlas en un libro, lo que agradó a los editores de la novela. Así se propuso que se acompañara a las fotografías con conversaciones entre ambos.
El 9 de septiembre de 2002, ya acabada la producción de la película, Trueba le propuso a Luis Alegre hacerse cargo de la edición, petición que fue aceptada de inmediato. Las conversaciones duraron trece horas y quince minutos. La transcripción literal estuvo a cargo de Lola Lamana y Teresa Ortas, y alcanzó una extensión de cerca de 400 páginas. Alegre preparó una primera versión de lo que sería el texto del libro, y se la presentó a sus dos amigos el 31 de diciembre de ese mismo año, pasando juntos el Año Nuevo en su casa de Zaragoza.

## Estructura
El libro está dividido en veintinueve secciones, dentro de las cuales se distribuyen cincuenta y cuatro fotografías de David Airob tomadas durante el rodaje de Soldados de Salamina, todas ellas acompañadas de un pie de página. Todas estas secciones son diálogos entre Javier Cercas y David Trueba. Las secciones están precedidas por una nota del editor, Luis Alegre, fechada en Zaragoza el 10 de febrero de 2003, titulada «Nota a la edición. Una historia irresistible», donde el editor explica las motivaciones que llevaron a la creación de esta obra, así como de su participación en ella.

## Contenido
| Título de la sección                                    | Tema de conversación |
| ------------------------------------------------------- | --- |
| «Un boxeador en la ciudad extraña»                      | Sobre las circunstancias en que Javier Cercas conoció la historia del fusilamiento frustrado de Rafael Sánchez Mazas, por boca de su hijo, el escritor Rafael Sánchez Ferlosio; historia que le permitió acabar con su crisis literaria, que lo acompañaba desde su mudanza de Barcelona a Gerona, en 1999. |
| «¿Quién se atreve a llevar la contraria a Aristóteles?» | Sobre el artículo que escribió Cercas para El País sobre Antonio Machado, donde mencionaba a Rafael Sánchez Mazas, gracias al cual lo contactó el periodista Miquel Aguirre, quien le proporcionó el libro Yo fui asesinado por los rojos de Pascual Aguilar, el otro sobreviviente del fusilamiento. Cercas retrató todo esto en la novela, pero matizado con ficción, simpatizando con la opinión de Aristóteles acerca de las virtudes de mentir en la escritura.                                                 |
| «Los dos Cercas»                                        | Sobre el Cercas narrador en la novela, que no es igual al Cercas autor; de cómo al final de la obra consigue llenar sus carencias, encontrando a su mujer (Conchi), a su escritura (el libro terminado) y a su «padre simbólico o histórico» (Miralles). Sobre las temáticas del libro, el cual fundamentalmente no trata de la Guerra Civil. |
| «La guerra destierra el matiz»                          | Sobre la Guerra Civil Española, su fuerte presencia en su propia generación, la de aquellos que no la vivieron directamente, y de la manera de abordarla en la literatura y el cine. |
| «El hombre que se convirtió en poema»                   | Sobre Rafael Sánchez Mazas, su responsabilidad en la Guerra Civil, su adhesión al falangismo y distancia con el fascismo, su papel en la novela y en la película. |
| «Si John Ford levantara la cabeza»                      | Sobre la influencia en la novela de la película El hombre que mató a Liberty Valance, western dirigido por John Ford. |
| «Un cielo para los que no creen en el cielo»            | Sobre la ayuda fundamental de Miquel Aguirre —estudioso de la Guerra Civil Española y propietario de uno de los escasos ejemplares del libro Yo fui asesinado por los rojos de Pascual Aguilar, otro sobreviviente del fusilamiento— y de Jaume Figueras —propietario de la libreta de Sánchez Mazas donde escribió acerca de su fusilamiento, e hijo de Pere Figueras y sobrino de Joaquim Figueras, dos de «los amigos del bosque» que ayudaron al falangista en su huida— tanto en la novela como en la película. |
| «Algunos culpables»                                     | Sobre cómo se conocieron, y los primeros comentarios acerca de si se podría o no hacer una película basada en la novela. |
| «"Los amigos del bosque"»                               | Sobre cómo conocieron a los «amigos del bosque» —Daniel Angelats, Pere Figueras y Joaquim Figueras—, así como a otros personajes de la historia, en momentos muy distintos: Cercas antes de su novela, cuando algunos estaban muy disminuidos; Trueba después, cuando ya eran personajes reconocidos en su ciudad y gozaban de excelente ánimo. |
| «Un pastor providencial»                                | Sobre cómo la productora de la película, Cristina Huete, junto a la directora de producción, Jessica Berman, encontraron a un hombre que las llevó al lugar exacto del fusilamiento en el Collell, hasta entonces desconocido por ambos y que usaron como locación para la película. Sobre el santuario del Collell, que también se usó como cuartel, y como cárcel desde 1938. |
| «Exceso de equipaje»                                    | Sobre la abundancia de información que recolectó y rodó Trueba para la película, y de las dificultades que significaron sintetizar el material y no perder la esencia de la historia. |
| «El clavo de Chéjov»                                    | Sobre la estructura de la novela y la decisión de Trueba de estructurar la película en tres partes: planteamiento y motivación, búsqueda de Sánchez Mazas y búsqueda de Miralles. |
| «Javier Cercas era ella»                                | Sobre cómo Trueba comprendió que el papel de Javier Cercas lo podría hacer una mujer, y aceptó que fuera su pareja de entonces, la actriz Ariadna Gil, luego de que Victoria Abril no pudiera por problemas de agenda. |
| «Una risa capaz de espantar a las palomas»              | Sobre la importancia del personaje de Conchi en la novela y la película, donde es interpretada por María Botto. |
| «El actor que llegó de Marte»                           | Sobre la elección del actor de teatro Ramon Fontserè, quien no tenía experiencia en el cine, para interpretar a Rafael Sánchez Mazas. |
| «El actor que llegó de México»                          | Sobre la decisión de Trueba de cambiar el personaje de Roberto Bolaño en la película, de modo que no fuese otro escritor, sino un joven mexicano descendiente de emigrantes españoles, interpretado por Diego Luna. |
| «Miralles»                                              | Sobre el verdadero Miralles que conoció Roberto Bolaño, del ficcionalizado en la novela, y del interpretado en la película por Joan Dalmau. |
| «La novedad es sólo olvido»                             | Sobre algunas historias reales muy semejantes al encuentro entre el miliciano y Sánchez Mazas, donde el primero le salva al segundo la vida. |
| «Soldados de Temístocles»                               | Sobre las numerosas ediciones tanto en las distintas versiones de la novela como durante el montaje de la película. |
| «El rencor del triunfador»                              | Sobre las consecuencias de la fama adquirida por Cercas tras la publicación de la novela. |
| «El efecto Vargas»                                      | Sobre la relevancia para la proyección de la novela que tuvo la positiva crítica que escribió Mario Vargas Llosa sobre ella, cuando una primera versión del guion de la película ya había sido escrita. |
| «Un bulto sospechoso en el rodaje»                      | Sobre la decisión de Cercas de presenciar el rodaje de la película, y de la escena del fusilamiento. |
| «Un cierto estilo llamado "guerrilla"»                  | Sobre las condiciones del rodaje, con recursos limitados y un equipo poco numeroso, apto para las características de la película y sus locaciones. |
| «Revolución en Gerona»                                  | Sobre el impacto que significó para la vida de los gerundenses el rodaje de la película. |
| «Una historia de familia»                               | Sobre la colaboración de Chicho Sánchez Ferlosio en la película, y su hermano Rafael Sánchez Ferlosio, a quien luego de comenzada la novela Javier Cercas decidió no hacer entrevistas adicionales. |
| «La droga más dura»                                     | Sobre el desprestigio injustificado del que han sido objeto los sentimientos y la ficción en la literatura y el cine. |
| «El instinto de la virtud»                              | Sobre la mirada alegre y benévola, pero instintiva y carente de intelectualidad, del miliciano —posiblemente Miralles— que le perdona la vida a Sánchez Mazas, y que en la película es interpretado por Alberto Ferreiro. |
| «Sólo se es fiel traicionando»                          | Sobre las múltiples lecturas posibles de la novela, y de como la película lo que hace es reproducir una lectura posible de todas ellas. |
| «Lo que los dioses han ocultado a los hombres»          | Sobre el heroísmo instintivo del personaje de Miralles, quien no solo salva la vida de Sánchez Mazas, sino también la del personaje Cercas, a quien devuelve la energía de vivir. |

## Recepción y crítica
El libro recibió buenas críticas de prensa. De acuerdo con el galardonado escritor Juan Bolea, «se trata de un libro insólito, conceptualmente novedoso», que se puede leer «como un relato».